# Famos Suceava
Famos Suceava este o companie producătoare de aparatură și instrumente medicale din România, înființată ca firmă de stat în 1991.
Este singurul producător de seringi și ace din România.
În septembrie 2007, compania a fost preluată de Top Genko București, de la Autoritatea pentru Valorificarea Activelor Statului (AVAS).
Top Genko București, parte a grupului international Genko, cu sediul in Italia, a plătit peste șase milioane de euro pentru pachetul de 98,7% din capitalul Famos.
Necesarul de seringi de unică folosință al unităților din rețeaua sanitară din România este, potrivit estimărilor, de circa 500 de milioane bucăți pe an.
Capacitatea de producție a Famos Suceava este de 200 de milioane de seringi și 400 de milioane de ace pe an, dar nu s-a lucrat vreodată la capacitate, producția în anul 2005 acoperind doar 5% din această capacitate.